# 京都府道361号上黒田貴船線
京都府道361号上黒田貴船線（きょうとふどう361ごうかみくろだきぶねせん）は、京都府京都市右京区から京都市左京区に至る一般府道である。

## 概要
京都市右京区京北上黒田町から京都市左京区鞍馬貴船町に至る。
京都市右京区と京都市左京区の間を走る府道であるが、大半は北山の山深い中を灰屋川および貴船川沿いに走る狭隘路。全区間舗装済みであるが未改良区間が大半である。特に京都市右京区京北芹生町から京都市左京区鞍馬貴船町までの区間は対向車両とのすれ違いに苦労する個所が非常に多い。
貴船神社に通じる唯一の車道であり、最寄り駅となる叡山電鉄鞍馬線 貴船口駅からの区間は、休日および行楽シーズン中、歩行者と車で大変混雑し、渋滞が発生する。これは、幅員が大変狭く、歩道もバイパスも設置されていないことや、道路脇の土産店や民宿旅館が府道沿線に多数あり、改良拡幅の余地がないこと、駐車場への出入りする車両が多数あること、一方通行や車両進入規制といった交通規制が実施されていないことなどが原因となっている。ただし、 大型・大特車については路線バスを除き京都府道38号京都広河原美山線の市原から貴船間がゴールデンウィークや夏休みのほぼ毎日と、春秋シーズンの週末に通行禁止になる。

### 路線データ
- 起点：京都府京都市右京区京北上黒田町（国道477号交点）
- 終点：京都府京都市左京区鞍馬貴船町（京都府道38号京都広河原美山線交点）

## 路線状況

### 道路施設

#### 橋梁
- 梶取橋（鞍馬川、京都市左京区）

## 地理

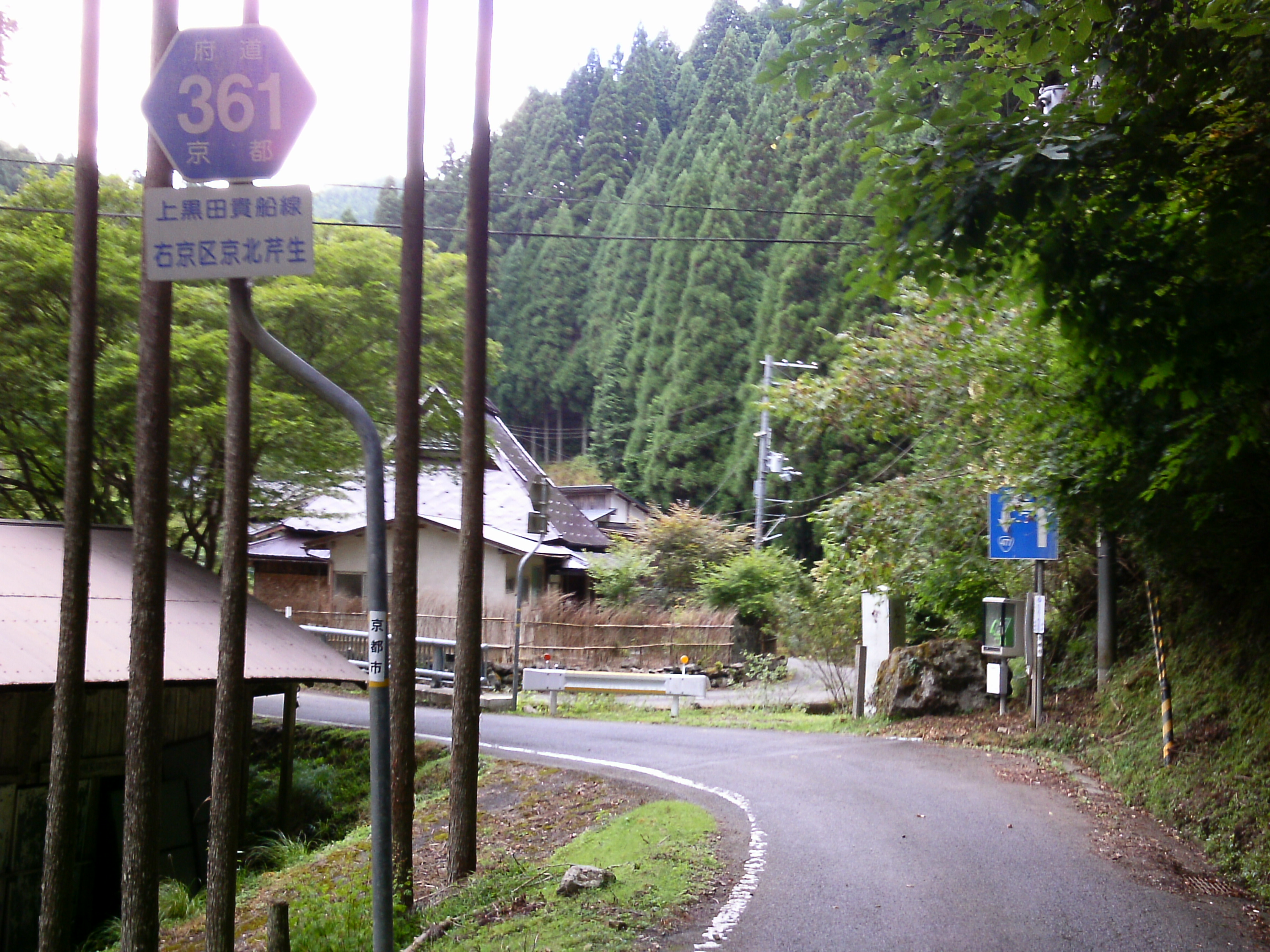
京都府道361号上黒田貴船線
京北芹生町

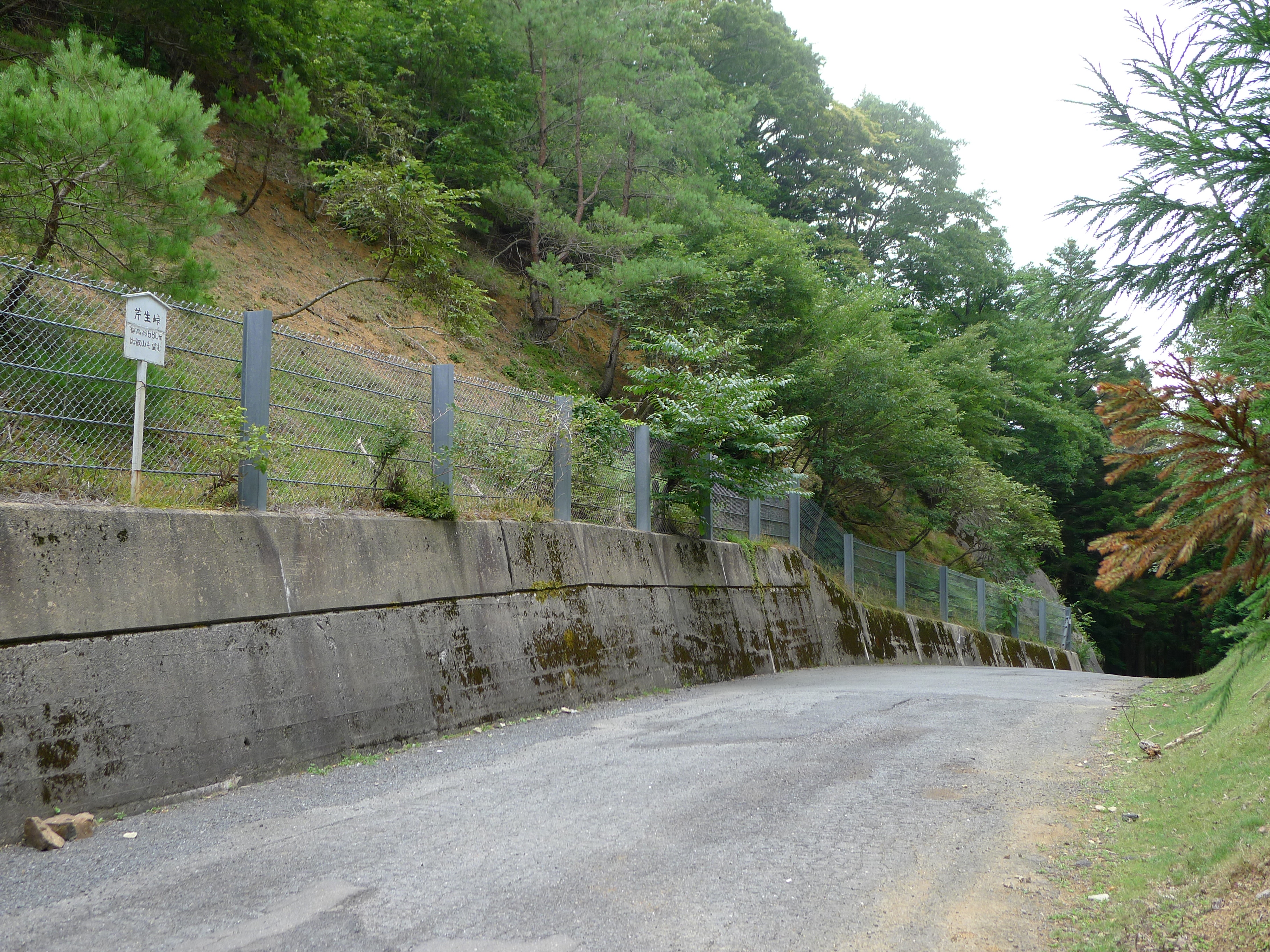
芹生峠

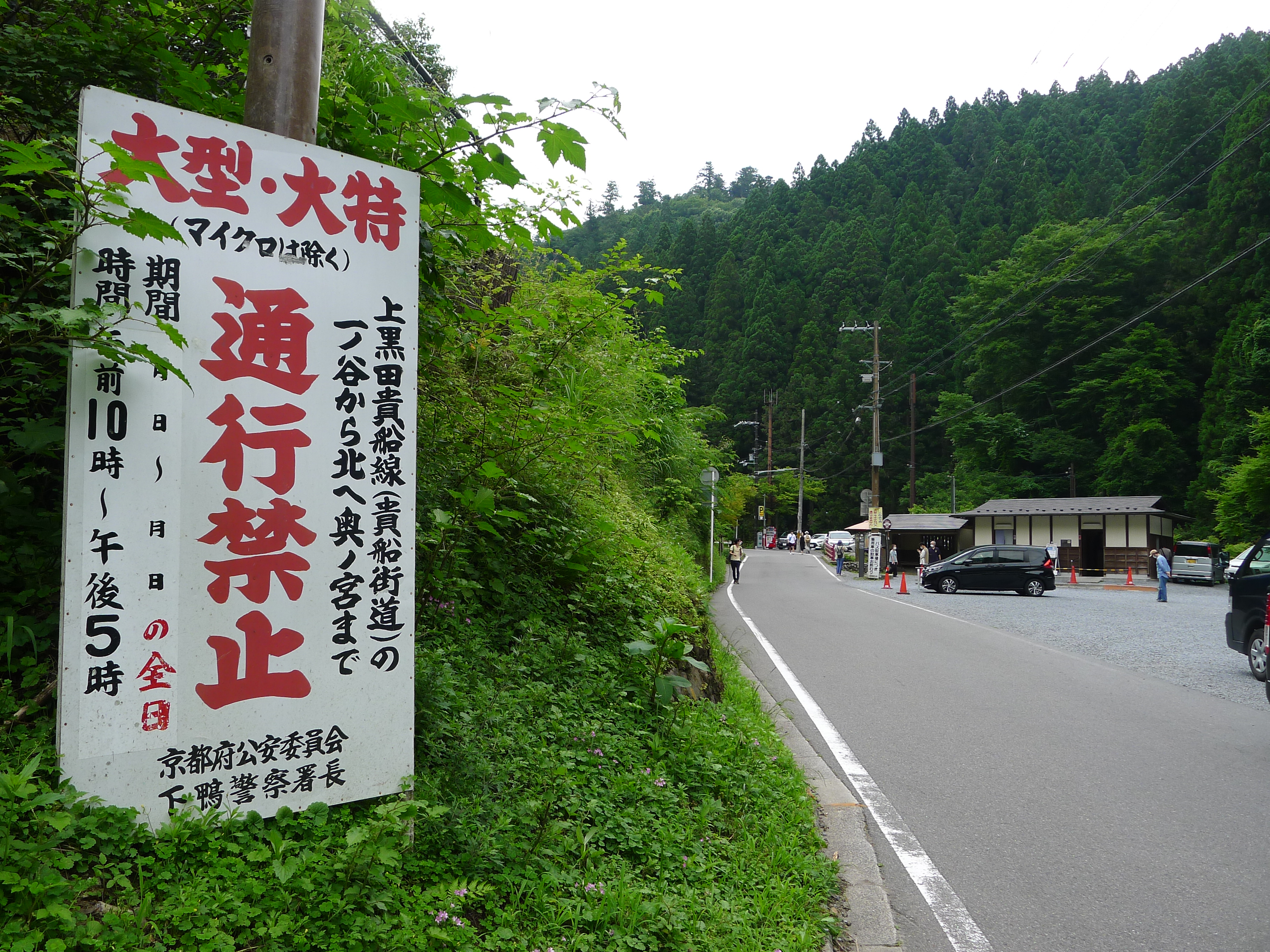
貴船の大型車両進入禁止地点

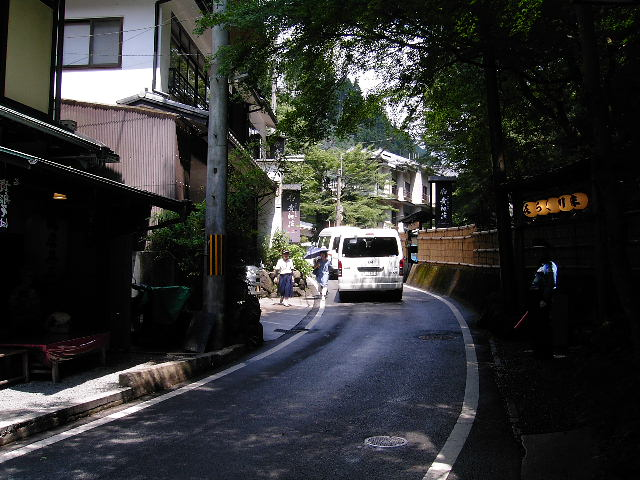
貴船の道幅狭い区間

京北地域から芹生峠を経由し貴船に至る区間は、周辺に人家がほとんどなく、京都北山の山中をひた走る。貴船は鞍馬と共に京都の避暑地であり、貴船川の川床料理は有名で、大勢の観光客で賑わう夏の風物詩である。

### 通過する自治体
- 京都市（右京区 - 左京区）

### 交差する道路
| 交差する道路                 | 市町村名 | 市町村名 | 交差する場所 | 交差する場所 |
| ---------------------------- | -------- | -------- | ------------ | ------------ |
| 国道477号                    | 京都市   | 右京区   | 京北上黒田町 | 起点         |
| 京都府道38号京都広河原美山線 | 京都市   | 左京区   | 鞍馬貴船町   | 終点         |

### 交差する鉄道
- 叡山電鉄鞍馬線

### 沿線
- 灰屋養鱒場
- 天照皇太神宮
- 貴船神社
- 叡山電鉄鞍馬線 貴船口駅
- 京都市立鞍馬小学校

### 峠
- 芹生峠（京都市右京区 - 京都市左京区）